# S.W.A.T. (1975년 드라마)
《S.W.A.T.》는 1975년부터 1976년까지 방영된 미국의 텔레비전 드라마이다. 한국에서는 《특수기동대》라는 제목으로 방송된 바 있다.